# Apmut Ivar Kuoljok
Apmut Ivar Mattsson Kuoljok, född 22 mars 1928 i Jokkmokks församling, Norrbottens län, är en svensk samisk renskötare och författare.

## Biografi
Apmut Ivar Kuoljok föddes 1928 i Jokkmokks församling. Han var mellan 1972–1978 ordförande i Sirges sameby och tilldelades 2017 Svenska Samernas Riksförbunds hederspris.

## Utmärkelser
- 2015: Jokkmokks kommuns kulturstipendium.[5]
- 2017: Svenska Samernas Riksförbunds hederspris.[4]
- 2017: Steget Föres urskogsstipendium[6]